# Luis Sequeira (futbolista)
Luis Alberto Sequeira (8 de enero de 2003, Maquinista Savio, provincia de Buenos Aires, Argentina) es un futbolista argentino. Juega de centrocampista o extremo derecho en Talleres de Córdoba de la Primera División de Argentina.

## Trayectoria

### San Lorenzo
Debutó profesionalmente el 9 de noviembre de 2019 en la victoria por 3-0 frente a Argentinos Juniors, ingresando a los 89 minutos por su compañero Ángel Romero y siendo dirigido por Diego Monarriz.
Sequeira fue cedido al Talleres de Córdoba en la temporada 2023.

## Clubes
| Club                             | País      | Año       | Partidos | Goles |
| -------------------------------- | --------- | --------- | -------- | ----- |
| San Lorenzo                      | Argentina | 2019-2023 | 6        | 1     |
| Talleres de Córdoba (cedido)     | Argentina | 2023      | 13       | 0     |
| Talleres de Córdoba              | Argentina | 2024-Act. | 5        | 0     |
| Independiente Rivadavia (cedido) | Argentina | 2024      | 30       | 3     |